# Gare de Tøyen
La gare de Tøyen est une halte ferroviaire de la ligne de Gjøvik. 

## Situation ferroviaire
Établie à 75.2 m d'altitude, elle est située à 4.45 km d'Oslo.

## Histoire
La gare fut ouverte en 1904, en 1963 elle fut sans personnel puis rétrogradée au rang de halte ferroviaire en 1964.

## Service des voyageurs

### Accueil
La halte n'a pas d'automates, juste des aubettes.

### Desserte
La gare est desservie par des trains locaux en direction de Jaren, Gjøvik et Oslo.

### Intermodalités
Un arrêt de bus est situé près de la gare.

## Liens  externes
- Informations de la Jernbaneverket

| Gare précédente        |                    |                    |                    | Gare suivante |
| ---------------------- | ------------------ | ------------------ | ------------------ | ------------- |
| Oslo S fermée: Kværner | Ligne de Gjøvik    | Ligne de Gjøvik    | Ligne de Gjøvik    | Grefsen       |
| Gare précédente        | Trains de banlieue | Trains de banlieue | Trains de banlieue | Gare suivante |
| Oslo S                 | L3                 | Oslo S–Jaren       |                    | Grefsen       |